# Wolfova cena
Wolfova cena je ocenění, které žijícím vědcům a umělcům „bez ohledu na národnost, rasu, barvu pleti, vyznání, pohlaví nebo politické názory“ uděluje za „úspěchy v zájmu lidstva a přátelských vztahů mezi lidmi“ Wolfova nadace v Izraeli.
Nadace cenu uděluje už od roku 1978. Nadaci založil doktor Ricardo Wolf, německý vynálezce a bývalý kubánský velvyslanec v Izraeli. Cena je udílena v šesti oblastech – zemědělství, chemie, matematika, lékařství, fyzika a umění. Cena za umění se střídá mezi architekturou, hudbou, malířstvím a sochařstvím. Cena se skládá z diplomu a finanční částky 100 000 amerických dolarů.
Wolfova cena za matematiku, fyziku a chemii je často považována za nejprestižnější cenu hned po Nobelově ceně nebo Fieldsově medaili. Wolfova cena za medicínu je pravděpodobně třetí nejprestižnější hned po Nobelově a Laskerově ceně.